# Livemap Switzerland

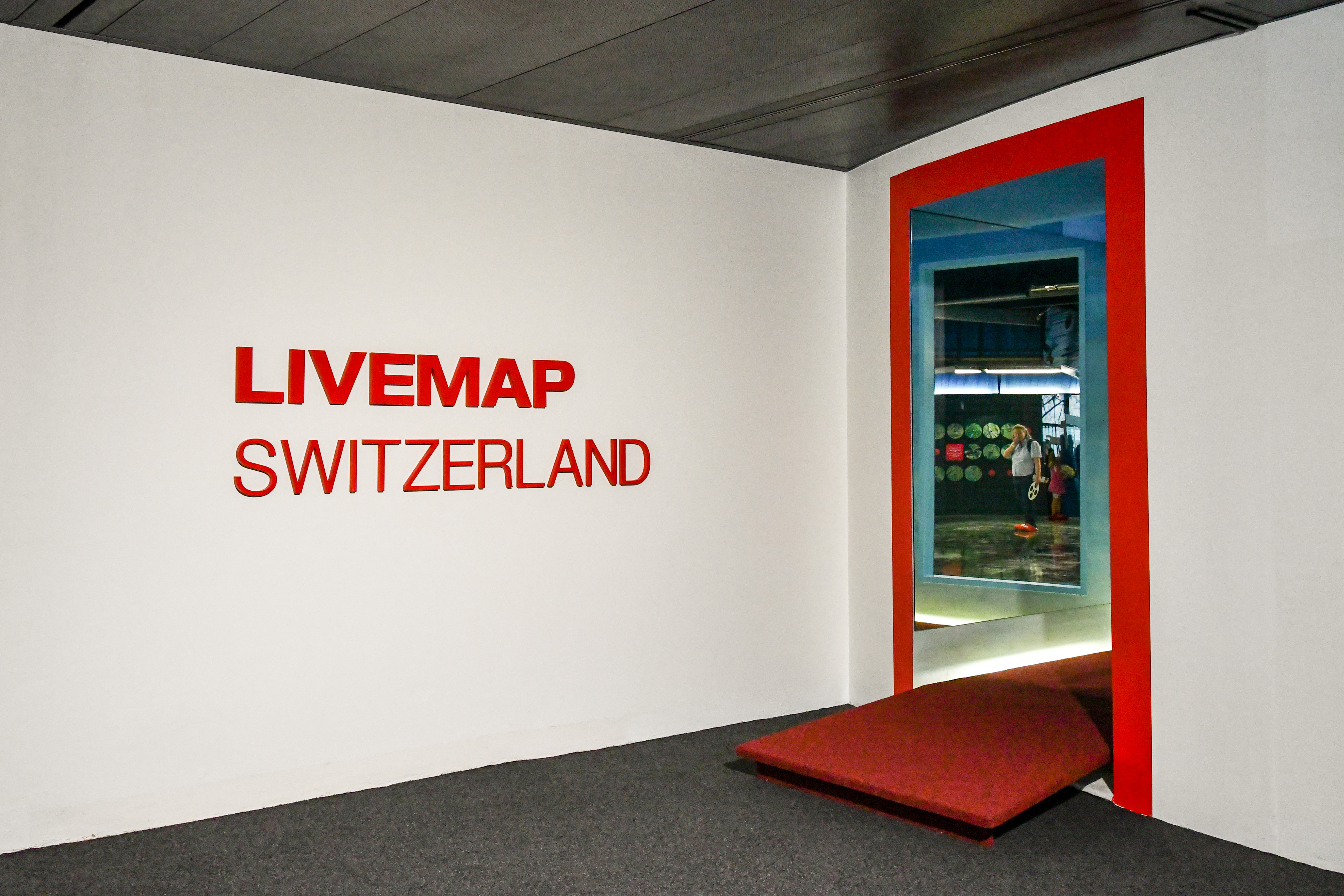
Eingang zur Livemap Switzerland (Juli 2018)

Die Livemap Switzerland (vormals Swissarena) ist eine detailgetreue, begehbare Luftbildaufnahme (Orthofotografie) der Schweiz aus 4'400 bis 9'300 Meter Höhe im Massstab von 1:20'000 im Verkehrshaus der Schweiz in Luzern. Sie ist der zentrale Teil der Abteilung Seilbahn und Tourismus.
Die Luftbildaufnahme ist eine Weltpremiere, zeigt sie doch erstmals ein ganzes Land in einer einzigen Fotografie aus der Vogelperspektive. Sie ist rund 200 m² gross und mit Filzpantoffeln begehbar. Die Distanz von Basel nach Chiasso beträgt 12 Meter und von Genf nach Schaffhausen 15 Meter. Die Augenhöhe eines mittelgrossen Erwachsenen entspricht einem Blick aus einer Flughöhe von etwa 34 Kilometern. Von einer über dem Luftbild hängenden Brücke aus entspricht die Flughöhe etwa 75 Kilometern. Mit einer Lupe kann man darauf jedes einzelne Haus und zahlreiche Details erkennen.

## Entstehung
Das Luftbild besteht ursprünglich aus rund 7800 einzelnen Luftbildern, welche aus einer Flughöhe zwischen 4'400 m und 9'300 m von einem Flugzeug aus aufgenommen wurden. Die in Luftbildkartografie spezialisierte Firma Endoxon AG (jetzt: Mappuls AG) wendete darauf 16 Mannjahre in die Aufarbeitung des Bildmaterials auf, um die Einzelbilder geometrisch zu entzerren, zu georeferenzieren und auf das Landeskoordinatensystem der Schweiz anzupassen. Auch mussten alle Wolken entfernt und ein gleichmässiger Schattenwurf erreicht werden. Danach wurden die vielen Einzelfotos zum Gesamtbild zusammengesetzt.

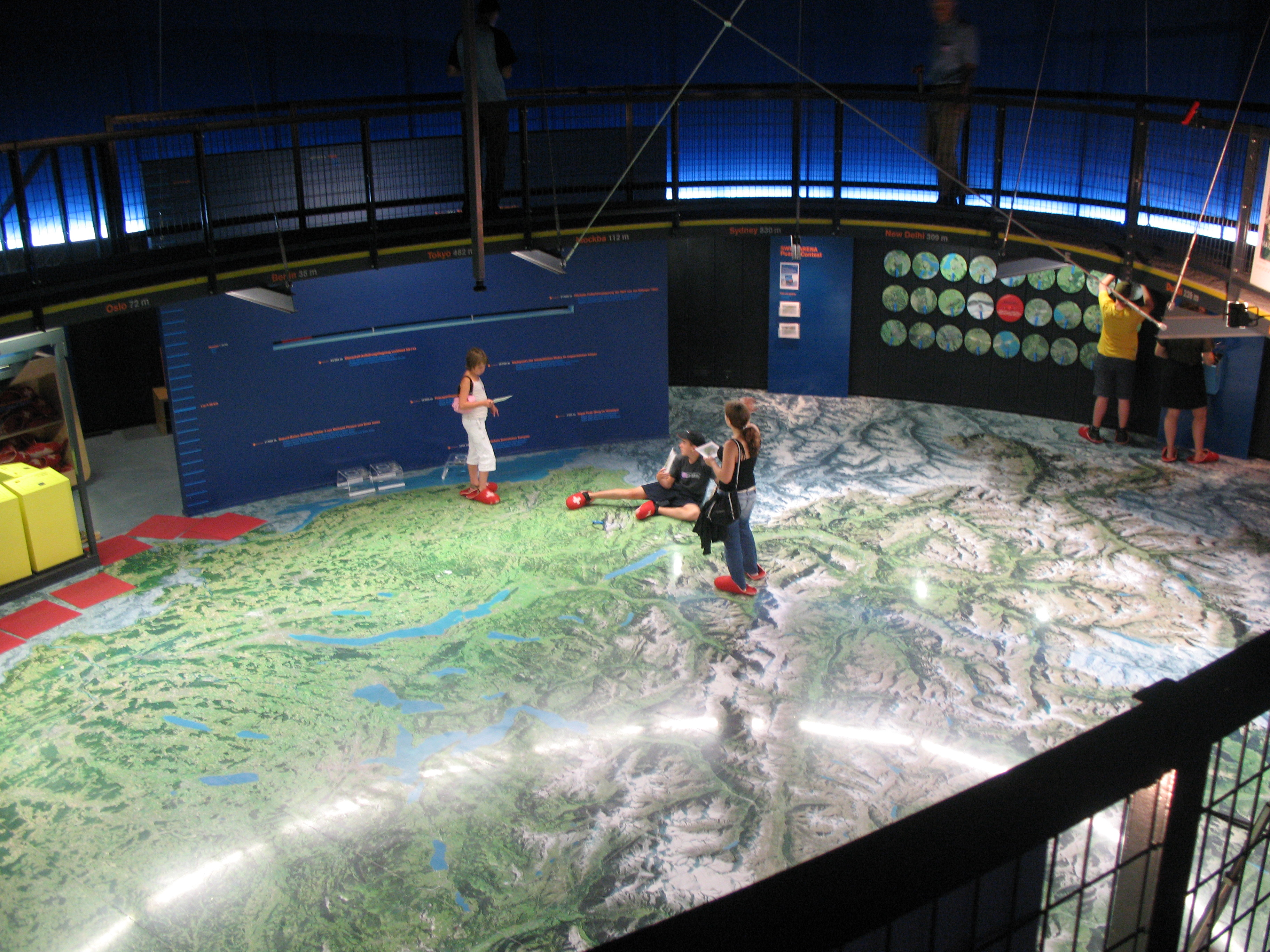
Die Swissarena im Verkehrshaus (Juli 2007)

## Wettbewerb
Es gibt einen Wettbewerb, bei dem es gilt, 26 runde Kunststoffscheiben mit Ausschnitten aus dem Luftbild richtig zu platzieren. Mit der daran befestigten Lochzange kann auf einer separaten Karte der Standort eingetragen werden. Ab 10 richtigen Antworten kann man am Wettbewerb teilnehmen, bei dem monatlich 10 Verkehrshausmünzen aus Silber verlost werden. Die 26 Scheiben stellen folgende Orte dar: Oensingen, Basel, Birsfelden, Turgi, Rheinfall, Hüttwilen, Greifensee ZH, Seedamm, Appenzell, Säntis, Walensee, Mythen, Piz Bernina, Arth SZ, Göschenen, Caslano, Buochs, Aletsch, Giswil, Napf, Thun, Genf, Rolle VD, Freiburg im Üechtland, La Chaux-de-Fonds und Saint-Ursanne.

## Livemap Switzerland
Im Jahr 2018 wurde die Swissarena in Livemap Switzerland umbenannt. Das Luftbild kann mit einer Augmented-Reality-App virtuell erweitert werden.